# 이선효
이선효(李善孝, 1960년 6월 26일 ~ , 전라남도 여수시 웅천동)는 대한민국의 제5·6·7• 8대 전라남도 여수시의원이다.

## 학력
- 쌍봉국민학교 졸업
- 여수정보과학고등학교 졸업
- 한국방송통신대학교 행정학과 학사 졸업

### 비학위 수료
- 용인대학교 체육과학대학원 경호학과 석사 수료
- 우석대학교 대학원 체육학과 박사 수료

## 경력
- 한영대학 겸임교수
- 조선대학교 겸임교수
- 여수시유도회 회장
- 여천헬스타운 대표
- 여수경찰서 쌍봉지구대 생활안전협의회 회장
- 여수시 쌍봉초등학교 총동문회 회장
- 여수시 시전초등학교 운영위원회 위원장
- 민주당 전남도당 대의원
- 민주당 중앙당 대의원
- 민주당 전남도당 홍보1국 국장
- 새정치민주연합 중앙당 대의원
- 스포츠마케팅 연구회 대표위원
- 2010.07 ~ 2014.06 제5대 전라남도 여수시의회 의원
- 2010.07 ~ 2012.12 제5대 전라남도 여수시의회 전반기 2012여수세계박람회 지원특별위원회 위원
- 2010.07 ~ 2012.07 제5대 전라남도 여수시의회 전반기 관광건설위원회 간사
- 2010.07 ~ 2012.07 제5대 전라남도 여수시의회 전반기 예산결산특별위원회 위원장
- ~ 2010.09 교통안전정책심의위원회 위원
- ~ 2011.03 아름다운여수21실천협의회 위원
- ~ 2012.03 지역사회복지협의체 위원
- ~ 2012.03 항일독립운동기념탑추진위원회 위원
- 2012.07 ~ 2014.06 제5대 전라남도 여수시의회 후반기 관광건설위원회 위원
- 2012.07 ~ 2014.06 제5대 전라남도 여수시의회 후반기 예산결산특별위원회 위원
- ~ 2012.08 교육경비보조심의위원회 위원
- ~ 2012.12 사회단체보조금지원심의위원회 위원
- ~ 2013.01 마이너스산업지원위원회 위원
- 2013.04 ~ 2013.10 제5대 전라남도 여수시의회 후반기 웅천택지개발조사 특별위원장
- ~ 2013.06 투자유치위원회 위원
- ~ 2013.08 금고선정심의위원회 위원
- ~ 2013.08 지방재정위원회 위원
- ~ 2013.09 스포츠전지훈련유치위원회 위원
- ~ 2013.09 지역사회복지협의체
- 2014.07 ~ 2018.06 제6대 전라남도 여수시의회 의원
- 2014.07 ~ 2016.07 제6대 전라남도 여수시의회 전반기 의회운영위원회 위원장
- 2014.07 ~ 2016.07 제6대 전라남도 여수시의회 전반기 경제건설위원회 위원
- 2016.07 ~ 2018.06 제6대 전라남도 여수시의회 후반기 기획행정위원회 위원
- 2016.01.25 더불어민주당 탈당
- 2018.07 ~ 2022.06 제7대 전라남도 여수시의회 의원
- 2018.07 ~ 2020.07 제7대 전라남도 여수시의회 전반기 기획행정위원회 위원
- 2018.07 ~ 2020.08 제7대 전라남도 여수시의회 전반기 여수·순천 10·19사건 진상규명·희생자 명예회복에관한특별법 제정추진특별위원회 위원장
- 2018.07 ~ 2020.07 제7대 전라남도 여수시의회 전반기 예산결산특별위원회 위원
- 2020.02.24 민생당 합당
- 민생당 탈당
- 2020.03.25 더불어민주당 복당
- 2020.07 ~ 2022.06 제7대 전라남도 여수시의회 후반기 환경복지위원회 위원
- 2022.07 ~ 2026.06 제8대 전라남도 여수시의회 의원

## 수상
- 전라남도교육감 감사패(2회) (2004, 2010)
- 시전초등학교장 감사패(2회) (2010, 2011)
- 쌍봉초등학교 운영위원회 공로패 (2013)
- 신기주공1단지 아파트주민일동 감사패 (2013)
- 신기주공2단지 아파트주민일동 감사패 (2012)
- 신기주공3단지 아파트주민일동 감사패 (2013)
- 신기주공4단지 아파트주민일동 감사패 (2013)
- 우미아파트 주민일동 감사패 (2014)
- 신화아파트 주민일동 감사패 (2013)
- 시전동 9,10,11,12통 주민일동 감사패 (2013)
- 시전동 21,22통 감사패 (2012)
- 흥국상가 상인회일동 공로패 (2013)
- 웅천동 웅동주민일동 감사패 (2012)
- 웅천동 송현주민일동 감사패 (2013)
- 웅천동 모전주민일동 감사패 (2013)
- 웅천동 수산민일동 감사패 (2013)

## 역대 선거 결과
|  | 49.21% |

|  | 18.20% |

|  | 20.06% |

|  | 12.59% |

|  | 26.55% |